# هری پاتر: راز هاگوارتز
هری پاتر: راز هاگوارتز (به انگلیسی: Harry Potter: Hogwarts Mystery) یک بازی ویدئویی در سبک قش‌آفرینی ساخته شده بر پایه سری کتاب‌های هری پاتر اثر جی.کی. رولینگ است. بازی توسط استودیو جم سیتی توسعه داده شده و توسط پورت کی گیمز برای سیستم عامل‌های اندروید و آی‌اواس در سال ۲۰۱۸ منتشر شده‌است.